# ويليام تمبل تومسون ماسون
ويليام تمبل تومسون ماسون (بالإنجليزية: William Temple Thomson Mason)‏ هو شخصية أعمال أمريكي، ولد في 24 يوليو 1782 في Raspberry Plain ‏ في الولايات المتحدة، وتوفي في 1862 في جورجتاون في الولايات المتحدة.